# Abraxas wilemani
Abraxas wilemani är en fjärilsart som beskrevs av Inoue 1984. Abraxas wilemani ingår i släktet Abraxas och familjen mätare. Inga underarter finns listade i Catalogue of Life.

## Bildgalleri

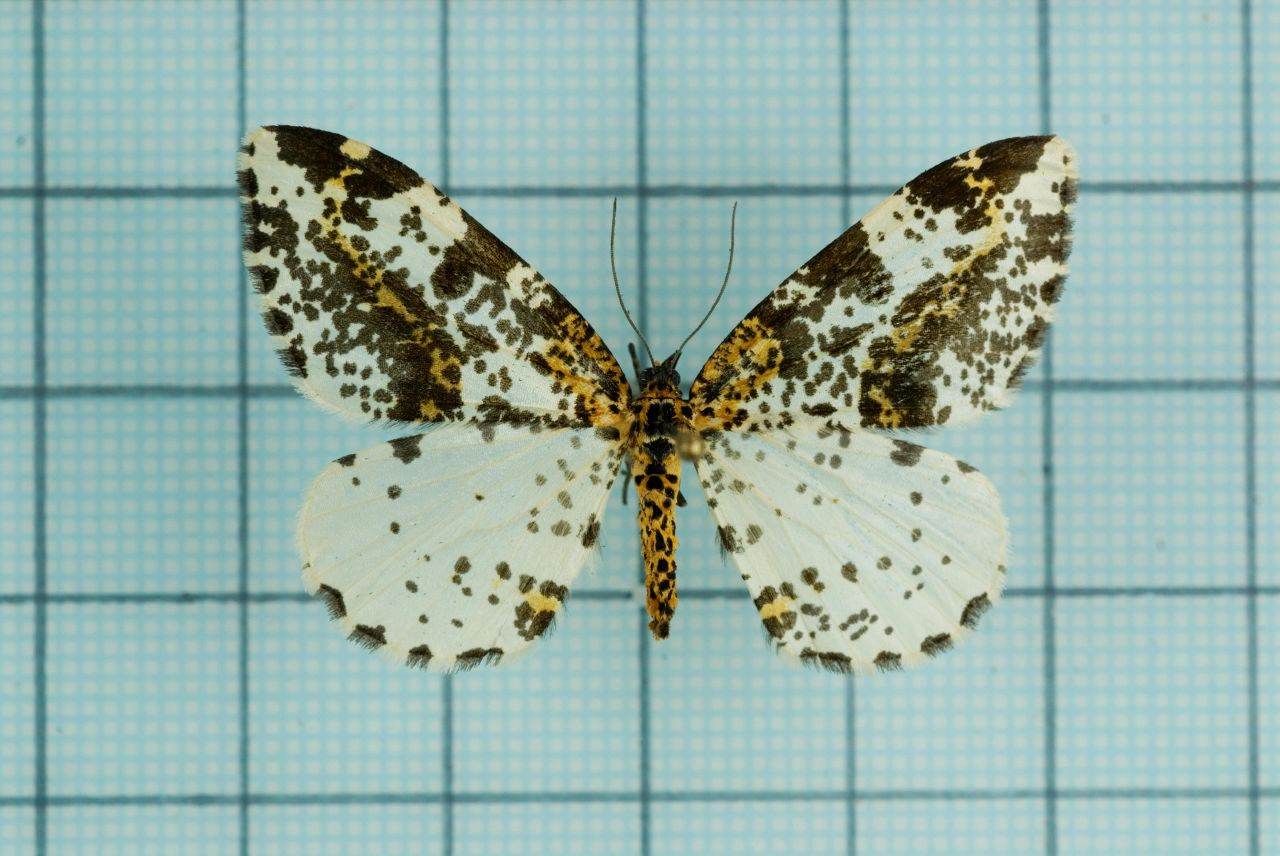